# Enannatum I
Enannatum I fue un rey de la ciudad sumeria de Lagash que vivió hacia el siglo XXV a. C. (período Dinástico Arcaico). Fue sucesor de Eannatum y sucedido por su hijo, Entemena.
Durante su reinado Umma se rebeló una vez más, esta vez bajo el reinado de Urlumma. Es posible que Enannatum I falleciese durante esta guerra, si bien la situación se resolvió de forma favorable a Lagash durante el reinado de su hijo.